# NGC 824
NGC 824 est une vaste galaxie spirale barrée située dans la constellation du Fourneau. NGC 824 a été découverte par l'astronome britannique John Herschel en 1837.

## Caractéristiques
Sa vitesse par rapport au fond diffus cosmologique est de 5 623 ± 15 km/s, ce qui correspond à une distance de Hubble de 82,9 ± 5,8 Mpc (∼270 millions d'al).
La classe de luminosité de NGC 824 est II-III et elle renferme peut-être des régions d'hydrogène ionisé. De plus, c'est une galaxie active de type Seyfert 2.
Selon la base de données Simbad, NGC 824 est une galaxie à noyau actif.